# Кэнряку
Кэнряку или Кэнрэки (яп. 建暦 кэнряку, кэнрэки) — девиз правления (нэнго) японского императора Дзюнтоку, использовавшийся с 1211 по 1214 год .

## Продолжительность
Начало и конец эры:
- 9-й день 3-й луны 5-го года Сёгэн (по юлианскому календарю — 23 апреля 1211);
- 6-й день 12-й луны 3-го года Кэнряку (по юлианскому календарю — 18 января 1214).

## Происхождение
Название нэнго было заимствовано:
- из 12-го цзюаня «Хоу Ханьшу»:「建暦之本必先立元」[3];
- из 12-го цзюаня «Книги Сун»:「建暦之本、必先立元」[3].

## События
даты по юлианскому календарю

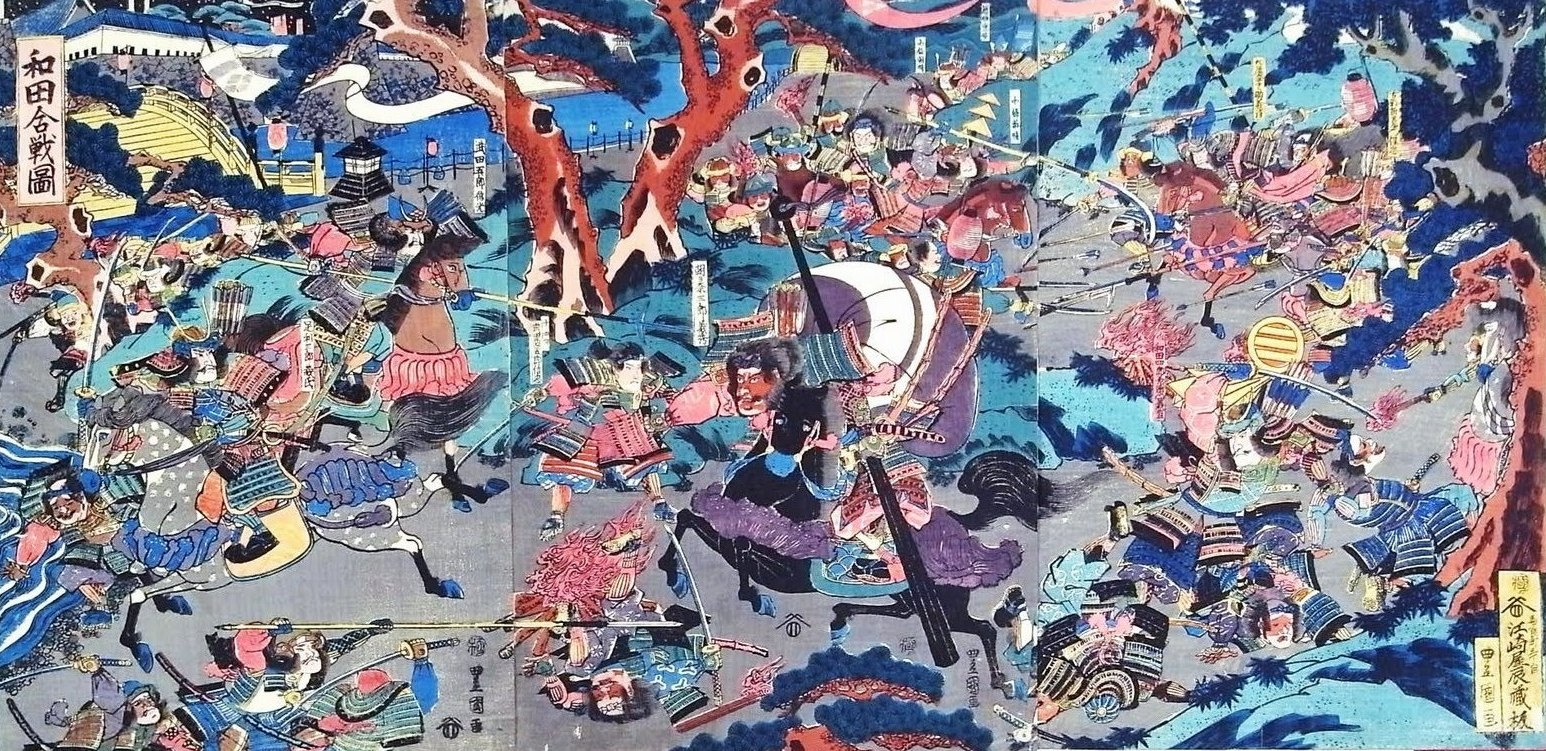
Битва Вада гассэн. Укиё-э художника Утагава Тоёкуни II

- 1211 год (1-я луна 1-го года Кэнряку) — сёгун Минамото-но Санэтомо поднялся в дворцовой иерархии до 1-го чина 3-го класса[5];
- 1211 год (1-я луна 1-го года Кэнряку) — буддийский монах Хонэн вернулся в Киото после ссылки. Он был основателем и вдохновителем храма Сэнъю-дзи[5];
- 1212 год (2-й год Кэнряку) — Камо-но Тёмэй написал «Записки из кельи»;
- 20 февраля 1212 (16-й день 1-й луны 2-го года Кэнряку) — по высочайшему повелению, поэт и историк Дзиэн (1155—1225) был назначен настоятелем монастыря школы тэндай на горе Хиэй. На этой должности он пробудет год, пока не оставит её в 11-й день 1-й луны 3-го года Кэнряку[6];
- 29 февраля 1212 года (25-й день 1-й луны 2-го года Кэнряку) — Хонэн скончался в возрасте 80 лет, через несколько дней после того, как составил Итимай кисёмон (яп. 一枚起請文 Записка в один лист), краткое изложение его жизненного учения;
- 1213 год (3-й год Кэнряку) — издан сборник Кинкайвакасю (яп. 金槐和歌集, Собрание золотых слитков японских песен)[7];
- 23—24 мая 1213 года (2—3 дни 5-й луны 3-го года Кэнряку) — сражение Вада гассэн (яп. 和田合戦) — высшая точка борьбы за власть между родами Вада (яп. 和田氏) и Ходзё, начавшейся после смерти сёгуна Минамото-но Ёритомо. Конфликт завязался после того, как Вада Ёсинао, Вада Ёсисигэ и Вада Танэнага были обвинены в заговоре и арестованы[8]. Вадо Ёсимори вернулся из провинции Кадзуса в  Камакуру и освободил двоих своих сыновей[8]. Однако, Танэнага задержали и сослали в провинцию Муцу[8]. В результате битвы под названием Вада гассэн, Вадо Ёсимори потерпел поражение и был убит вместе со всей своей семьёй[8]. Вероятно, они были похоронены в кургане Вакадзука (яп. 和田塚) в Камакуре[9].

Историк Рай Санъё так описал битву:
Сражаться начали в часу обезьяны, и уже стали видны звезды, а бой все не прекращался. Ясутоки руководил боем и сам был впереди самураев и простых воинов; к рассвету он отбил воинов Ёсимори и, заняв сам перекресток улиц, послал Асикага Ёсиудзи для нападения на отступающего врага. Однако вражьи силы увеличились и оправились духом; тогда Ёситоки и Хиромото послали за общими подписями призыв в области Мусаси и Сагами, чтобы оттуда явились на помощь. Между тем пал от шальной стрелы храбрый и сильный вражий военачальник Цутия Ёсикиё и войско противника пало духом; Ёсимори понёс поражение и погиб, а за ним пали и другие. После боя Ясутоки представил головы сраженных врагов и пленников…

## Сравнительная таблица
Ниже представлена таблица соответствия японского традиционного и европейского летосчисления. В скобках к номеру года японской эры указано название соответствующего года из 60-летнего цикла китайской системы гань-чжи. Японские месяцы традиционно названы лунами.
| 1-й год Кэнряку (Металлическая Коза) | 1-я луна*      | 1-я луна (високосная) | 2-я луна* | 3-я луна* | 4-я луна  | 5-я луна* | 6-я луна* | 7-я луна   | 8-я луна    | 9-я луна*              | 10-я луна | 11-я луна  | 12-я луна      |
| ------------------------------------ | -------------- | --------------------- | --------- | --------- | --------- | --------- | --------- | ---------- | ----------- | ---------------------- | --------- | ---------- | -------------- |
| Юлианский календарь                  | 17 января 1211 | 15 февраля            | 17 марта  | 15 апреля | 14 мая    | 13 июня   | 12 июля   | 10 августа | 9 сентября  | 9 октября              | 7 ноября  | 7 декабря  | 6 января 1212  |
| 2-й год Кэнряку (Водяная Обезьяна)   | 1-я луна*      | 2-я луна              | 3-я луна* | 4-я луна* | 5-я луна* | 6-я луна  | 7-я луна* | 8-я луна   | 9-я луна*   | 10-я луна              | 11-я луна | 12-я луна  |                |
| Юлианский календарь                  | 5 февраля 1212 | 5 марта               | 4 апреля  | 3 мая     | 1 июня    | 30 июня   | 30 июля   | 28 августа | 27 сентября | 26 октября             | 25 ноября | 25 декабря |                |
| 3-й год Кэнряку (Водяной Петух)      | 1-я луна*      | 2-я луна              | 3-я луна  | 4-я луна* | 5-я луна* | 6-я луна  | 7-я луна* | 8-я луна*  | 9-я луна    | 9-я луна* (високосная) | 10-я луна | 11-я луна  | 12-я луна      |
| Юлианский календарь                  | 24 января 1213 | 22 февраля            | 24 марта  | 23 апреля | 22 мая    | 20 июня   | 20 июля   | 18 августа | 16 сентября | 16 октября             | 14 ноября | 14 декабря | 13 января 1214 |

* звёздочкой отмечены короткие месяцы (луны) продолжительностью 29 дней. Остальные месяцы длятся 30 дней.